# Mons (Var)
Mons ist eine französische Gemeinde mit 873 Einwohnern (Stand 1. Januar 2022) im äußersten Osten des Var in der Region Provence-Alpes-Côte d’Azur. Sie gehört zum Arrondissement Draguignan und zum Kanton Roquebrune-sur-Argens. Die Bewohner nennen sich Monsois oder Monsoises.

## Geografie
Mons liegt auf 811 m. ü. M. und wird umgeben von einer hügeligen, bewaldeten Landschaft. An der östlichen Gemeindegrenze verläuft die Siagne, ihr Zufluss Siagnole durchquert das Gemeindegebiet. Die angrenzenden Gemeinden sind Séranon im Norden, Escragnolles im Nordosten, Saint-Cézaire-sur-Siagne im Osten, Callian, Tourrettes und Fayence im Süden, Seillans im Südwesten sowie La Roque-Esclapon im Nordwesten.
Der Dolmen von Peygros, der Dolmen von Riens und der Dolmen de la Brainée liegen in Mons.

## Bevölkerungsentwicklung
| 1962 | 1968 | 1975 | 1982 | 1990 | 1999 | 2007 | 2017 |
| ---- | ---- | ---- | ---- | ---- | ---- | ---- | ---- |
| 248  | 226  | 239  | 291  | 459  | 671  | 863  | 817  |